# Аксім
Аксім — прибережне місто і столиця муніципального округу Східна Нзема, району в Західному регіоні Південної Гани. Axim лежить в 64 кілометрах на захід від портового міста Секонді-Такораді в Західному регіоні на захід від мису Три точки.  Аксім має населення 27,719 осіб (2013).

## Історія
У регіоні проживали племена Нземи.

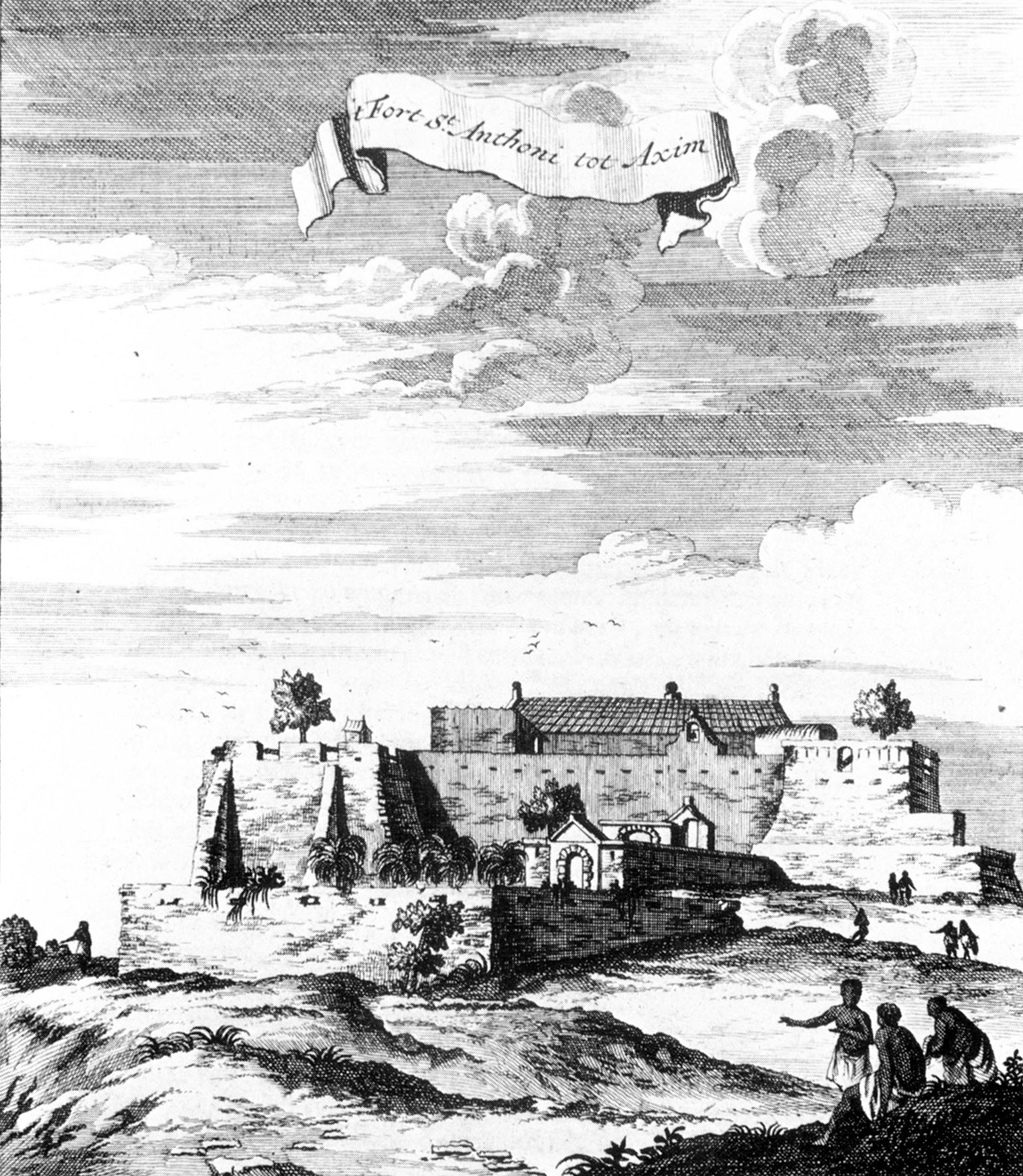
Форт Св. Антонія в Аксимі, 1709 рік. Літограф.

Португальці прибули на початку 16 століття як торговці. Вони побудували приморський форт, Форт Святого Антонія, в 1515 році . Порт призначався для відправки африканських рабів до Європи та Америки. Між 1642 і 1872 роками форт був розширений і змінений голландцями, які в цей період «правили». Форт, який зараз є власністю Гани, відкритий для відвідування. Біля берегом розміщуються кілька мальовничих островів, у тому числі один із маяком.

## Будова Аксіма
Місто Аксім ділиться на дві частини: Верхній Аксім та Нижній Аксім. Форт Санто-Антоніо розташований приблизно на поділі між двома частинами, ближче до центру Верхньої Аксіми, первісного європейського поселення. Тут з кінця 19 століття та періоду Британської імперії залишаються кілька великих особняків магнатів, що торгували пиломатеріалами та інших бізнесменів.  Аксім управляється політичним районним виконавцем муніципалітету Східного Нзема.

## Економіка

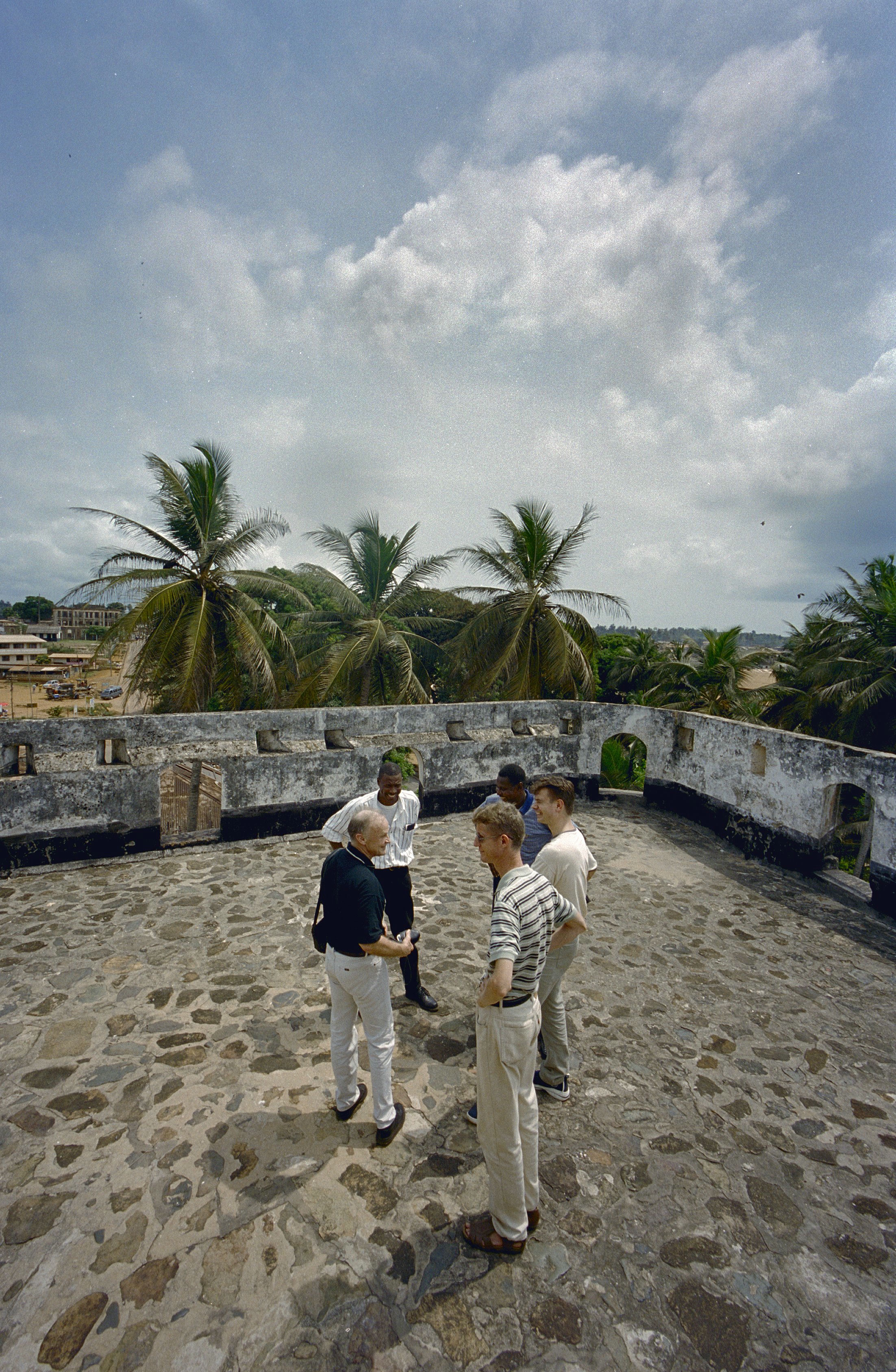
Форт Санто-Антоніо в Аксімі

Економіка базується в основному на риболовлі. В районі також є три туристичні пляжні курорти, а також плантації кокосового горіху та каучуку. Мальовнича та родюча місцевість заросла пальмами. Місцеві люди шукають золото в потоках біля від Аксіма.
У Аксімі є транспортна станція, два основні відділення банку та деякі сільські банки.

## Культура
Кожного серпня проходять великі фестивалі Кундуму, що збігається з найкращим риболовним уловом року; люди приїжджають до Аксіму на гуляння, риболовлю та торгівлю.

## Туризм
Є прекрасний пляж в Аксімі. Сильні  хвилі пляжу підходять для серферів.

## Відомі жителі
- Січень Конні, відомий під багатьма іменами, з яких найбільш відомим є Джон Каное,  аканський воїн і вождь, союзник Бранденбург-Пруссії проти англійців і голландців, у Бранденбурзькі Голд-Кост колонії (1683 –1720) в Аксімі. Його справжнє ім’я втрачено в історії, хоча ім'я Кену є автентичним прізвищем на мові аканців.
- Антон Вільгельм Амо (1703–1756), перший чорний африканець, який отримав філософську освіту в Європі та опублікував філософські твори в Німеччині . Він опублікував "Права маврів" (серед інших робіт) і викладав філософію в Єнському університеті .[3]
- Кваме Нкрума, перший президент Гани та видатний інтелектуал своєї епохи.[4][5]

## Дивись також
- Аксімський договір (1642 р.)